# Jeffrey Lee Pierce

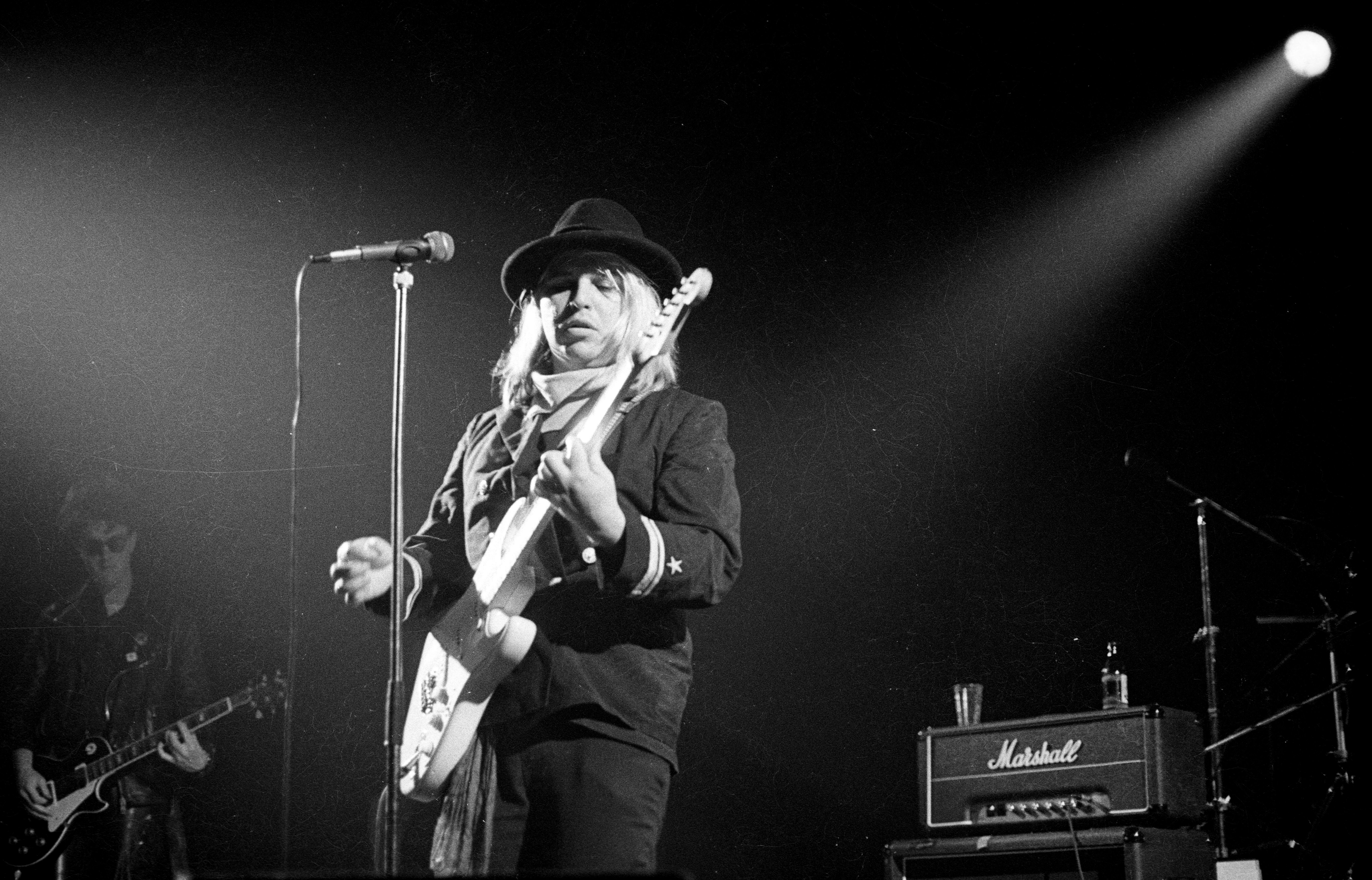
Jeffrey Lee Pierce (2006)

Jeffrey Lee Pierce (* 27. Juni 1958 in Montebello (Kalifornien), Los Angeles County; † 31. März 1996) war ein US-amerikanischer Sänger, Songwriter und Gitarrist. Er war Gründungsmitglied der Band The Gun Club. Darüber hinaus veröffentlichte er mehrere Solo-Alben.

## Leben
Bereits als Teenager widmete er sich der Musik, besuchte viele Konzerte und schrieb Artikel für Fanmagazine. Für das Slash-Magazin übernahm er die Verantwortung für die Sparte Weltmusik. Später wurde er Vorsitzender des Blondie-Fanclubs. Dabei lernte er 1980 Kid Congo Powers kennen, mit dem er kurze Zeit später die Band Creeping Ritual gründete. In ihrer Musik verbanden sie Delta Blues, Country und Punk miteinander. Auf Vorschlag seines Mitbewohners Keith Morris in Los Angeles wurde die Band in The Gun Club umbenannt.
1981 erschien das Debütalbum Fire of Love, allerdings ohne Beteiligung von Powers, der die Band bereits vorher verlassen hatte. Es wurde ein Erfolg, obgleich manche Kritiker die Texte der Band als sexistisch und rassistisch einstuften. Das ein Jahr später erschienene Album Miami, mit Debbie Harry als Produzentin, fand auch in der Musikpresse Anklang. Hoher Alkohol- und Drogenkonsum führte allerdings zu vielen Mitgliederwechseln in der Band und nach dem Album The Las Vegas Story (1984) pausierte sie erstmal.
Pierce veröffentlichte, nachdem er nach London gezogen war, 1985 sein erstes Soloalbum Wildweed, das als kommerziell orientiert gilt. Anschließend holte er Powers zurück und startete einen Neubeginn mit The Gun Club. Es folgte 1986 das Album Mother Juno, das als eines der besten Alben der Band gilt.
1992 veröffentlichte Pierce unter dem Namen Ramblin’ Jeffrey Lee & Cypress Grove With Willie Love ein Album mit klassischen Bluessongs und daran angelehnten eigenen Kompositionen. Ein Jahr später erschien die letzte Platte von The Gun Club Lucky Jim. Als danach seine Freundin Romi Mori, die als Bassistin in der Band gespielt hatte, Pierce verließ, verfiel er wieder dem Drogen- und Alkoholkonsum.
Pierce schrieb in den folgenden Jahren seine Autobiographie Go tell the Mountain, die 1998 posthum herauskam, da er bereits am 31. März 1996 an einer Gehirnblutung verstorben war.

## Diskografie

### Alben (Solo)
- 1985: Wildweed (Statik Records)
- 1985: Flamingo (Statik Records)
- 1992: Ramblin’ Jeffrey Lee & Cypress Grove With Willie Love (Solid)
- 2009: Six String Sermon (Release von Bang!Records)

### Singles (Solo)
- 1985: Love & Desperation (Statik Records)
- 1985: Asesino Sexual 7" (Victoria)

### Mit The Gun Club
Zudem erschienen unter dem Namen The Jeffrey Lee Pierce Sessions Project die Alben We Are Only Riders (2010), The Journey Is Long (2012) und Axels & Sockets (2014), bei denen Musiker wie Nick Cave, Debbie Harry, Iggy Pop, Mark Lanegan, Thurston Moore und Steve Wynn alte Demoaufnahmen von Pierce neu aufnahmen.